# Zapomniana przeszłość
Zapomniana przeszłość – amerykański czarno-biały dramat obyczajowy 1951 roku. Film jest adaptacją powieści Polan Banks pt. "Carriage Entrance".

## Fabuła
Barbara Beaurevel wraz z ciotką i kuzynem mieszka w Nowym Orleanie. Zakochuje się w zamożnym  doktorze Marku Lucasie i bardzo chciałaby zostać jego żoną, ale uniemożliwia to jej niski status społeczny. Wkrótce Barbara dostaje spadek po babci i decyduje się walczyć o ukochanego.

## Obsada
- Robert Mitchum - Dr. Mark Lucas
- Ava Gardner - Barbara Beaurevel
- Melvyn Douglas - Paul Beaurevel
- Lucile Watson - Eula Beaurevel
- Janis Carter - Corinne Lucas
- Gordon Oliver - Clay Duchesne
- Basil Ruysdael - Dean Cazzley
- Clarence Muse - Pompey
- Walter Kingsford - Coroner
- Jack Briggs - kuzyn Philippe
- Will Wright - Luther Toplady